# 大門発電所
大門発電所（だいもんはつでんしょ）は、かつて福岡県北九州市小倉北区鋳物師町（旧・小倉市）に存在した火力発電所（石炭火力発電所）である。1911年（明治44年）より1958年（昭和33年）にかけて運転された。
戦前期に北九州工業地帯における電気供給を担当した九州電気軌道（現・西日本鉄道）が建設。近隣に小倉発電所が建設されるまで同社唯一の電源であった。1939年（昭和14年）に日本発送電へと出資され、その後1951年（昭和26年）から廃止までは九州電力に帰属した。発電所出力はピーク時で4万6250キロワット。

## 沿革

### 建設
1908年（明治41年）12月に電気鉄道事業を目的として設立された九州電気軌道は、鉄道開通に先立つ1909年（明治42年）に電気供給事業を兼営を決定し、翌年にかけて北九州市域にあった3つの供給事業を統合した。大門発電所が小倉市鋳物師町に建設されたのは翌1911年（明治44年）のことで、5月6日に竣工し、16日より運転を開始した。以後九州電気軌道の供給事業は本格化し、鉄道路線（後の西鉄北九州線）も同年6月に開業している。
運転開始当初の発電所設備は、バブコック式ボイラー4缶、イギリスのブリティッシュ・トムソン・ハウストン (British Thomson-Houston) 製カーチス式蒸気タービン（容量1,500馬力）および1000キロワット三相交流発電機各2台である。出力2,000キロワットの大門発電所建設により、これまで3か所に分散していた小発電所（総出力457キロワット）は姿を消した。

### 相次ぐ拡張
運転開始半年後の1911年10月、供給事業の拡大や鉄道路線の延伸に伴って早くも拡張工事が起こされ、1912年（明治45年）6月、1・2号機と同一仕様の発電設備（ボイラー2缶と3号タービン発電機）が増設された。その後大正時代に入り水力発電所の建設が各地で活発化するようになっても九州電気軌道は火力発電に専念したことから、大門発電所は同社唯一の電源として重きをなし、需要の拡大に呼応して以下のような拡張工事が相次いで実施された。
- 1914年（大正3年）5月 : 第2期拡張工事竣工、3000キロワット発電機1台増設（1915年8月3750キロワットに出力増）。
- 1915年（大正4年）8月 : 第3期拡張工事一部竣工、5000キロワット発電機1台増設。
- 1916年（大正5年）2月 : 第3期拡張工事全部竣工、5000キロワット発電機1台増設。
  - 第3期拡張工事に伴い1916年5月1000キロワット発電機3台廃止。
- 1918年（大正7年）3月 : 第4期拡張工事竣工、1万キロワット発電機1台追加。
- 1919年（大正8年）3月 : 第5期拡張工事竣工、1万キロワット発電機1台追加。
- 1927年（昭和2年）10月 : 第6期拡張工事竣工、1万2500キロワット発電機1台追加。

1931年（昭和6年）11月、近隣の埋立地に新たに小倉発電所（出力5万4000キロワット）が新設され、以後同発電所の拡張が続いたため、大門発電所の拡張はこの第6期で終了した。なお本項の大門発電所は当初「小倉発電所」を名乗っていたが、新発電所の建設で「小倉第二発電所」へと改称し、その後「大門発電所」に変更されている。

### 帰属の変更と廃止
1938年（昭和13年）4月、特殊会社日本発送電を通じた政府による発送電の管理を規定した「電力管理法」が公布され、続く同法施行令で出力1万キロワット超の火力発電設備は日本発送電に帰属するものと定められた。これに従い同年8月、九州電気軌道は大門・小倉両発電所を日本発送電設立の際に同社へ出資するよう逓信大臣より命ぜられた。翌1939年（昭和14年）4月1日、日本発送電は設立され発電所を継承した。発電所を失った九州電気軌道はその後、配電事業を九州水力電気へ譲渡して交通事業専業となり、福岡県下の鉄道事業統合に伴って1942年（昭和17年）に西日本鉄道（西鉄）となっている。
日本発送電へ引き継がれた時点での認可出力は4万6250キロワットであったが、1944年（昭和19年）10月、小倉発電所から大門発電所へと蒸気を送る送汽管が撤去されたため2万5000キロワットに減少している。送汽管は工事中の築上発電所へ転用された。その後、認可出力2万5000キロワットのまま1951年（昭和26年）5月1日の電気事業再編成に伴い九州電力へと継承された。
九州電力発足後、同社管内では築上・大村・苅田・新港といった10万キロワット以上の出力を持つ新鋭の大容量火力発電所が相次いで建設された。これと引き替えに能率が劣る既存火力発電所は存在価値を失い、合理化のため順次廃止されていった。大門発電所についても1958年（昭和33年）11月13日付で廃止された。

## 設備構成
通商産業省の資料に基づく1953年（昭和28年）3月末時点の発電所設備を以下に記す。

### ボイラー
- 1913年製造
  - 設置数 ：3缶
  - 形式 ： WIF型水管ボイラー
  - 汽圧 ： 14.1 kg/cm2
  - 汽温 ： 281 °C
  - 蒸発量 ： 10 t/h
  - 伝熱面積 ： 717 m2
  - 燃焼方式 ： ストーカー焚き
  - 製造者 ： バブコック・アンド・ウィルコックス
- 1916・1917年製造
  - 設置数 ： 7缶（1916年製2缶・1917年製5缶）
  - 形式 ： WIF型水管ボイラー
  - 汽圧 ： 17.6 kg/cm2
  - 汽温 ： 318 °C
  - 蒸発量 ： 12 t/h
  - 伝熱面積 ： 717 m2
  - 燃焼方式 ： ストーカー焚き
  - 製造者 ： バブコック・アンド・ウィルコックス
- 1919年製造
  - 設置数 ： 4缶
  - 形式 ： WIF型水管ボイラー
  - 汽圧 ： 17.6 kg/cm2
  - 汽温 ： 318 °C
  - 蒸発量 ： 16 t/h
  - 伝熱面積 ： 717 m2
  - 燃焼方式 ： ストーカー焚き
  - 製造者 ： バブコック・アンド・ウィルコックス
- 1926年製造
  - 設置数 ： 4缶
  - 形式 ： ガルベ型水管ボイラー
  - 汽圧 ： 26.5 kg/cm2
  - 汽温 ： 400 °C
  - 蒸発量 ： 19 t/h
  - 伝熱面積 ： 426 m2
  - 燃焼方式 ： ストーカー焚き
  - 製造者 ： スルザー・ブラザーズ[19]

### タービン発電機
- 1913年製造
  - 設置数 ： 1台
  - タービン形式 ： カーチス式タービン[19]
  - タービン容量 ： 3,750 kW
  - 発電機容量 ：3,750 kVA
  - 発電機力率 : 100 %
  - 発電機電圧 ： 3,500 V
  - 発電機回転数 ： 1,500 rpm
  - 発電機周波数 ：50 Hz
  - 製造者 ： ブリティッシュ・トムソン・ハウストン
- 1915年製造
  - 設置数 ： 2台
  - タービン形式 ： カーチス式タービン[19]
  - タービン容量 ： 5,000 kW
  - 発電機容量 ：6,250 kVA
  - 発電機力率 : 80 %
  - 発電機電圧 ： 3,500 V
  - 発電機回転数 ： 1,500 rpm
  - 発電機周波数 ：50 Hz
  - 製造者 ： ブリティッシュ・トムソン・ハウストン
- 1916・1918年製造
  - 設置数 ： 2台
  - タービン形式 ： カーチス式タービン[19]
  - タービン容量 ： 10,000 kW
  - 発電機容量 ：12,500 kVA
  - 発電機力率 : 80 %
  - 発電機電圧 ： 3,500 V
  - 発電機回転数 ： 1,500 rpm
  - 発電機周波数 ：50 Hz
  - 製造者 ： ゼネラル・エレクトリック
- 1926年製造
  - 設置数 ： 1台
  - タービン形式 ： タンデム混式タービン[19]
  - タービン容量 ： 12,500 kW
  - 発電機容量 ：15,625 kVA
  - 発電機力率 : 80 %
  - 発電機電圧 ： 6,600 V
  - 発電機回転数 ： 3,000 rpm
  - 発電機周波数 ：50 Hz
  - 製造者 ： メトロポリタン＝ヴィッカース